# Jeux méditerranéens de 2026
Navigation
Oran 2022 Pristina 2030
Les Jeux méditerranéens de 2026, officiellement connus sous le nom de XXe Jeux méditerranéens  et communément appelés Tarente 2026[réf. nécessaire], sont la 20e édition des Jeux méditerranéens, organisés à Tarente en Italie. 
Ces Jeux, initialement prévus du 13 au 23 juin, sont reportés du 21 août au 3 septembre 2026 afin d'éviter le pic météorologique de l'été et de ne pas entrer en conflit avec d'autres événements sportifs majeurs, tels que la Coupe du monde de football de 2026, ce qui permettrait à un plus grand nombre d'athlètes de haut niveau d'y participer.
Tarente a été annoncée comme ville hôte lors de l'assemblée générale du CIJM à Patras, en Grèce, le 24 août 2019.
Après les Jeux de Naples (1963), de Bari (1997) et de Pescara (2009) c'est la quatrième fois que l'Italie est pays hôte des Jeux.

## Sélection de la ville hôte
En juillet 2019, le Comité international des Jeux méditerranéens (CIJM) a annoncé la fin du processus de candidature. Le 24 août, Tarente,  l'unique ville candidate,  s'est vu attribuer les Jeux de 2026 à la suite d'un vote unanime du CIJM,.
| Résultats du choix de la ville candidate | Résultats du choix de la ville candidate | Résultats du choix de la ville candidate |
| Ville candidate                          | Pays                                     | 1er tour                                 |
| ---------------------------------------- | ---------------------------------------- | ---------------------------------------- |
| Tarente                                  | Italie                                   | Accepte                                  |

## Organisation

### Logo et mascotte
L'emblème des Jeux Méditerranéens de 2026 a été dévoilé le 14 décembre 2019 au Palais de Tarente. Il a été conçu par l'Istituto Comprensivo Gaetano Salvemini dans le cadre d'un concours annoncé en mai par la municipalité de Tarente. Ressemblant au monument des marins de la ville, l'emblème est formé de deux x anthropomorphisés qui composent le nombre 20 écrit en chiffres romains,.
La mascotte est Ionios, un dauphin portant une torche. Le dauphin est le symbole de Tarente.

### Lieux
Le Stade Via del Mare sera utilisé lors des jeux. De nombreux autres bâtiments sont aussi construits afin d’accueillir l’événement. Une rénovation du Stade Erasmo-Iacovone est également prévue pour 2026. Un Nouveau Centre nautique est en construction. Il est prévu pour début 2026. Le PalaMazzola (it), le PalaPentassuglia (en), le Pala San Giacomo (it), le Palasport Giovanni Paolo II (it), le Stade Franco Fanuzzi (en) et le Stade Giovanni Paolo II (it) seront du programme.

## Nations participantes
5000 athlètes de 26 pays sont attendus pour les jeux de 2026.
| Afrique | Asie   | Europe          |
|         |        | - Italie (hôte) |
| 0 pays  | 0 pays | 1 pays          |

## Disciplines
La liste des jeux présents a Tarente est publiée sur le site officiel de l’événement. Le Padel et la nage avec palmes intègrent pour la première fois le programme des jeux,.
- Athlétisme (détail)
- Aviron (détail)
- Badminton (détail)
- Basket-ball à trois (détail)
- Boules (détail)
- Canoë-kayak (détail)
- Cyclisme (détail)
- Escrime (détail)
- Équitation (détail)
- Football (détail)
- Gymnastique (détail)
- Haltérophilie (détail)
- Handball (détail)
- Judo (détail)
- Karaté (détail)
- Lutte (détail)
- Nage avec palmes (détail)
- Natation (détail)
- Padel (détail)
- Skateboard (détail)
- Taekwondo (détail)
- Tennis (détail)
- Tennis de table (détail)
- Tir (détail)
- Tir à l'arc (détail)
- Triathlon (détail)
- Voile (détail)
- Volley-ball (détail)
- Water-polo (détail)